# Kubok Ukraïny 2021-2022
La Kubok Ukraïny 2021-2022 (in ucraino Кубок України?), conosciuta anche come vbet Кубок України per ragioni di sponsorizzazione, è  stata la 31ª edizione della Coppa d'Ucraina, iniziata il 4 agosto 2021. e terminata in anticipo l'8 maggio 2022, senza alcun vincitore, a causa dell'invasione russa del territorio ucraino. La Dinamo Kiev era la squadra campione in carica.

## Calendario
| Fase              | Turno            | Sorteggio         | Data              |
| ----------------- | ---------------- | ----------------- | ----------------- |
| Turni preliminari | Primo turno      | 27 luglio 2021    | 4 agosto 2021     |
| Turni preliminari | Secondo turno    | 6 agosto 2021     | 18 agosto 2021    |
| Turni preliminari | Terzo turno      | 19 agosto 2021    | 31 agosto 2021    |
| Fase finale       | Primo turno      | 3 settembre 2021  | 22 settembre 2021 |
| Fase finale       | Secondo turno    | 24 settembre 2021 | 27 ottobre 2021   |
| Fase finale       | Quarti di finale | 15 dicembre 2021  |                   |
| Fase finale       | Semifinali       |                   |                   |
| Fase finale       | Finale           |                   |                   |

## Squadre partecipanti
La competizione si svolge su sette turni ad eliminazione a gara secca. Sono 65 le squadre qualificate al torneo:
| Prem"jer-liha 16 squadre della Prem"jer-liha 2021-2022 | Perša Liha 16 squadre della Perša Liha 2021-2022 | Druha Liha 31 squadre della Druha Liha 2021-2022 | Coppa d'Ucraina Amatori i club finalisti dell'edizione 2020-2021. |
| - Čornomorec' - Desna Černihiv - Dnipro-1 - Dinamo Kiev (detentore) - Inhulec' - Kolos Kovalivka - L'viv - Mariupol' - Metalist 1925 - Mynaj - Oleksandrija - Ruch L'viv - Šachtar - Veres Rivne - Vorskla - Zorja | - Ahrobiznes Voločys'k - Al'jans Lypova Dolyna - Hirnyk-Sport - Kramators'k - Kremin' Kremenčuk - Kryvbas Kryvyj Rih - Metalist - Nyva Ternopil' - Obolon' - Olimpik Donec'k - Podillja - Polіssja Žytomyr - Prykarpattja - Užhorod - Volyn' - VPK-Ahro | - AFSC Kiev - Bukovyna Černivci - Čajka Petropav. Borščahiv. - Černihiv - Dinaz Vyšhorod - Dnipro Čerkasy - Epicentr - Karpaty Halyč - Karpaty - Livyj Bereh - Ljubomyr Stavyšče - LNZ Čerkasy - Munkacs Mukačevo - Nyva Vinnycja - Rubicon Kiev - Balkany Zorja - Enerhija Nova Kachovka - Jarud Mariupol' - Krystal Cherson - Metalurh Zaporižžja - Mykolaïv - Nikopol' - Peremoha Dnipro - Real Farma Odessa - SC Poltava - Skoruk Tomakivka - Sumy - Tavrija - Trostjanec' - Viktorija Mykolaïvka - Vovčans'k | - Feniks Pidmonastyr - Olimpija Savynci                           |

## Turni preliminari

### Primo turno
Il primo turno prevede la disputa di 5 gare riservate alle seguenti squadre:
- 8 società della Druha Liha 2021-2022
- 2 società finaliste della Coppa d'Ucraina Amatori (Feniks Pidmonastyr e Olimpija Savynci)

| Squadra 1          | Risultato   | Squadra 2         |
| ------------------ | ----------- | ----------------- |
| 4 agosto 2021      |             |                   |
| Feniks Pidmonastyr | 2 – 0       | Munkacs Mukačevo  |
| Olimpija Savynci   | 6 – 0       | Ljubomyr Stavyšče |
| Skoruk Tomakivka   | 1 – 0       | Trostjanec'       |
| Karpaty            | 3 – 0       | AFSC Kiev         |
| Livyj Bereh        | 1 – 0 (dts) | SC Poltava        |

### Secondo turno

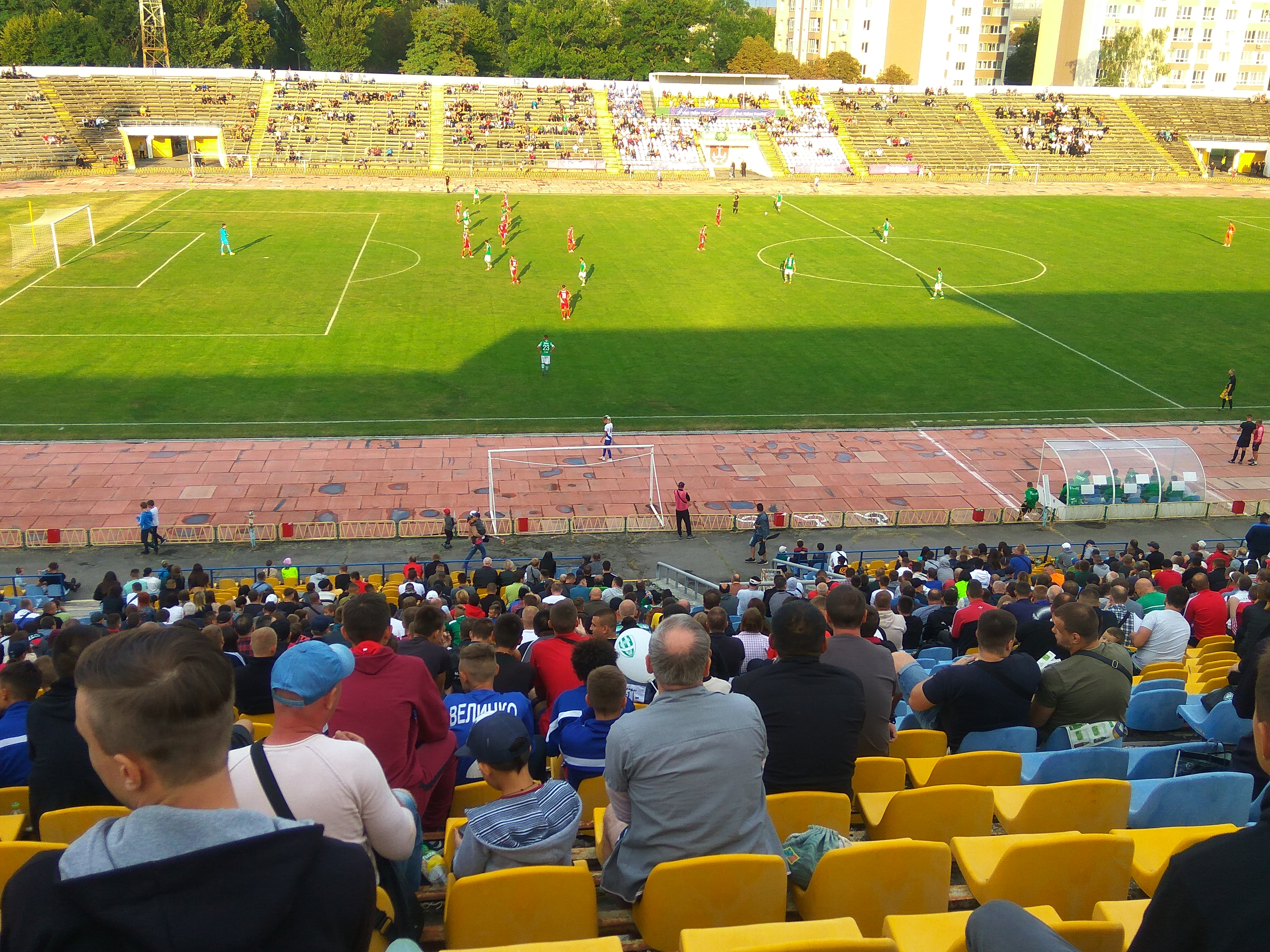
Nyva Vinnycja - Volyn'

Al secondo turno preliminare prendono parte le seguenti formazioni:
- Vincenti del primo turno
- 16 società della Perša Liha 2021-2022
- 23 società della Druha Liha 2021-2022

| Squadra 1                  | Risultato       | Squadra 2              |
| -------------------------- | --------------- | ---------------------- |
| 17 agosto 2021             |                 |                        |
| Skoruk Tomakivka           | 4 – 2           | Viktorija Mykolaïvka   |
| 18 agosto 2021             |                 |                        |
| Feniks Pidmonastyr         | 2 – 6           | Prykarpattja           |
| Sumy                       | 0 – 1           | Metalurh Zaporižžja    |
| Tavrija                    | 3 – 2           | Dnipro Čerkasy         |
| Balkany Zorja              | 4 – 2           | Enerhija Nova Kachovka |
| Čajka Petropav. Borščahiv. | 1 – 1 (3-5 dtr) | Černihiv               |
| Epicentr                   | 3 – 0           | Podillja               |
| Mykolaïv                   | 1 – 1 (3-1 dtr) | Kryvbas Kryvyj Rih     |
| Nikopol'                   | 2 – 0           | Krystal Cherson        |
| Olimpija Savynci           | 0 – 1           | Vovčans'k              |
| Peremoha Dnipro            | 1 – 2           | Hirnyk-Sport           |
| Real Farma Odessa          | 0 – 2           | VPK-Ahro               |
| Užhorod                    | 0 – 1           | Nyva Ternopil'         |
| Jarud Mariupol'            | 1 – 3           | Metalist               |
| Bukovyna Černivci          | 2 – 0 (dts)     | Ahrobiznes Voločys'k   |
| Dinaz Vyšhorod             | 1 – 3           | Obolon'                |
| Nyva Vinnycja              | 1 – 1 (3-5 dtr) | Volyn'                 |
| Al'jans Lypova Dolyna      | 2 – 1           | Kramators'k            |
| Karpaty                    | 1 – 0           | Karpaty Halyč          |
| Livyj Bereh                | 2 – 3           | Olimpik Donec'k        |
| Rubicon Kiev               | 0 – 5           | Polіssja Žytomyr       |
| LNZ Čerkasy                | 1 – 0           | Kremin' Kremenčuk      |

### Terzo turno
Al terzo turno preliminare prendono parte le seguenti formazioni:
- Vincenti del secondo turno

| Squadra 1           | Risultato       | Squadra 2             |
| ------------------- | --------------- | --------------------- |
| 31 agosto 2021      |                 |                       |
| Epicentr            | 1 – 0           | Nyva Ternopil'        |
| Balkany Zorja       | 1 – 3 (dts)     | VPK-Ahro              |
| Bukovyna Černivci   | 1 – 1 (2-4 dtr) | Prykarpattja          |
| Nikopol'            | 0 – 3           | Tavrija               |
| Černihiv            | 1 – 5           | Al'jans Lypova Dolyna |
| Metalurh Zaporižžja | 2 – 3           | Hirnyk-Sport          |
| Karpaty             | 2 – 3 (dts)     | Volyn'                |
| LNZ Čerkasy         | 2 – 1           | Olimpik Donec'k       |
| Obolon'             | 1 – 0           | Polіssja Žytomyr      |
| 1º settembre 2021   |                 |                       |
| Skoruk Tomakivka    | 0 – 3           | Metalist              |
| Mykolaïv            | 4 – 1           | Vovčans'k             |

## Fase finale

### Primo turno
- Vincenti terzo turno preliminare
- 11 squadre della Prem"jer-liha 2021-2022 (non partecipanti alle coppe europee)

| Squadra 1             | Risultato       | Squadra 2      |
| --------------------- | --------------- | -------------- |
| 21 settembre 2021     |                 |                |
| Mykolaïv              | 0 – 3           | Ruch L'viv     |
| Metalist              | 2 – 1           | Desna Černihiv |
| 22 settembre 2021     |                 |                |
| Tavrija               | 1 – 3           | Oleksandrija   |
| LNZ Čerkasy           | 2 – 1           | Inhulec'       |
| Volyn'                | 0 – 0 (5-6 dtr) | Mariupol'      |
| VPK-Ahro              | 1 – 2           | Dnipro-1       |
| Obolon'               | 0 – 1           | Veres Rivne    |
| 23 settembre 2021     |                 |                |
| Epicentr              | 0 – 1           | Metalist 1925  |
| Hirnyk-Sport          | 0 – 2           | L'viv          |
| Prykarpattja          | 1 – 4           | Čornomorec'    |
| Al'jans Lypova Dolyna | 3 – 2           | Mynaj          |

### Secondo turno
- Vincenti primo turno
- 5 squadre della Prem"jer-liha 2021-2022 (partecipanti alle coppe europee)

| Squadra 1             | Risultato       | Squadra 2       |
| --------------------- | --------------- | --------------- |
| 26 ottobre 2021       |                 |                 |
| Metalist 1925         | 2 – 5           | Oleksandrija    |
| 27 ottobre 2021       |                 |                 |
| Veres Rivne           | 1 – 3           | Vorskla         |
| Mariupol'             | 1 – 2           | Dinamo Kiev     |
| Čornomorec'           | 0 – 3           | Šachtar         |
| 28 ottobre 2021       |                 |                 |
| Al'jans Lypova Dolyna | 1 – 1 (2-3 dtr) | L'viv           |
| Ruch L'viv            | 0 – 2 (dts)     | Zorja           |
| Metalist              | 1 – 0           | Kolos Kovalivka |
| 1º dicembre 2021      |                 |                 |
| LNZ Čerkasy           | 0 – 2           | Dnipro-1        |

### Quarti di finale
- Vincenti secondo turno

Il 24 febbraio 2022, dopo giorni di tensione tra Russia e Ucraina, la Federazione ha deciso di sospendere tutte le competizioni calcistiche visti l'emergenza guerra e gli attacchi militari. L'8 maggio 2022 la UAF ha decretato la conclusione anticipata della competizione, che è rimasta dunque senza alcun vincitore.
| Squadra 1    | Risultato | Squadra 2   |
| ------------ | --------- | ----------- |
| Cancellate   |           |             |
| Dnipro-1     | –         | Vorskla     |
| Oleksandrija | –         | Dinamo Kiev |
| Metalist     | –         | Zorja       |
| L'viv        | –         | Šachtar     |